# Alchornea davidii
Alchornea davidii är en törelväxtart som beskrevs av Adrien René Franchet. Alchornea davidii ingår i släktet Alchornea och familjen törelväxter. Inga underarter finns listade i Catalogue of Life.